# رسم نوعي

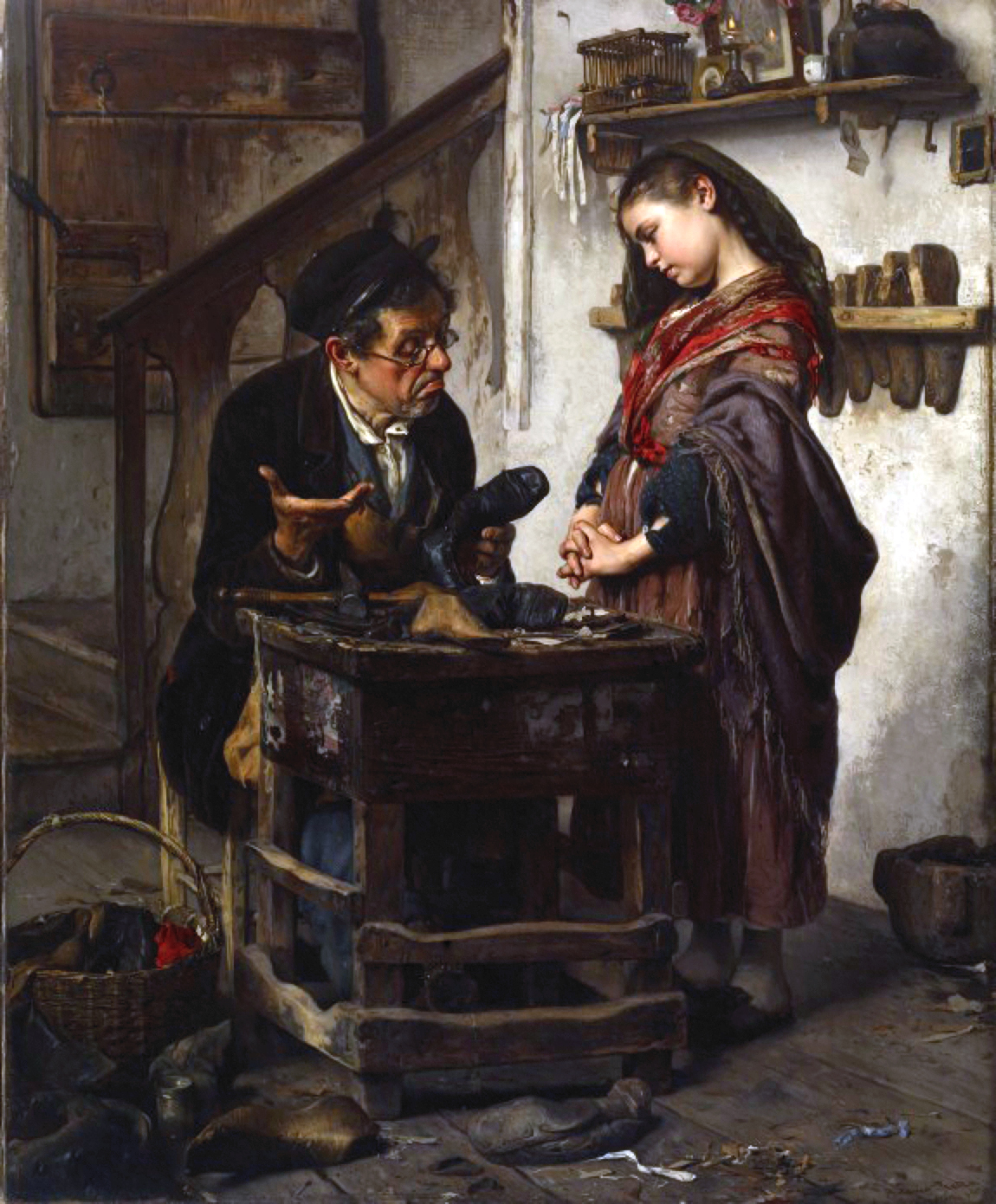

يُصوّر الرسم النوعي جوانب الحياة اليومية من خلال تصوير الأشخاص العاديين وهم يمارسون أنشطتهم. غالبًا ما يُنظر إلى العمل على أنه عمل نوعي حتى لو استخدم الفنان أشخاصًا معروفين -على سبيل المثال أحد أفراد عائلته- كنموذج. في هذه الحالة، قد يقصد الفنان أن يُنظر إلى عمله على أنه بورتريه. يمكن أن تكون الصور المرسومة واقعية أو متخيلة من قبل الفنان. أثبتت هذه اللوحات شعبيتها عند الطبقة البرجوازية أو الطبقة الوسطى بسبب مواضيعها المألوفة والعاطفية في كثير من الأحيان.
ظهرت مواضيع هذا النوع من الرسم في العديد من تقاليد الفن القديمة. غالبًا ما تصور الزخارف المرسومة في المقابر المصرية القديمة الولائم وجولات الاستجمام والمشاهد الزراعية، ويعد بلينيوس رسامًا مشهورًا للمواضيع اليومية من العصر الهلنستي، فقد صوّر في لوحاته: «محلات الحلاقين وأكشاك الإسكافيين والطعام ومواضيع مماثلة». أوضحت المخطوطات في العصور الوسطى مشاهد من الحياة اليومية للفلاحين.

## 1800

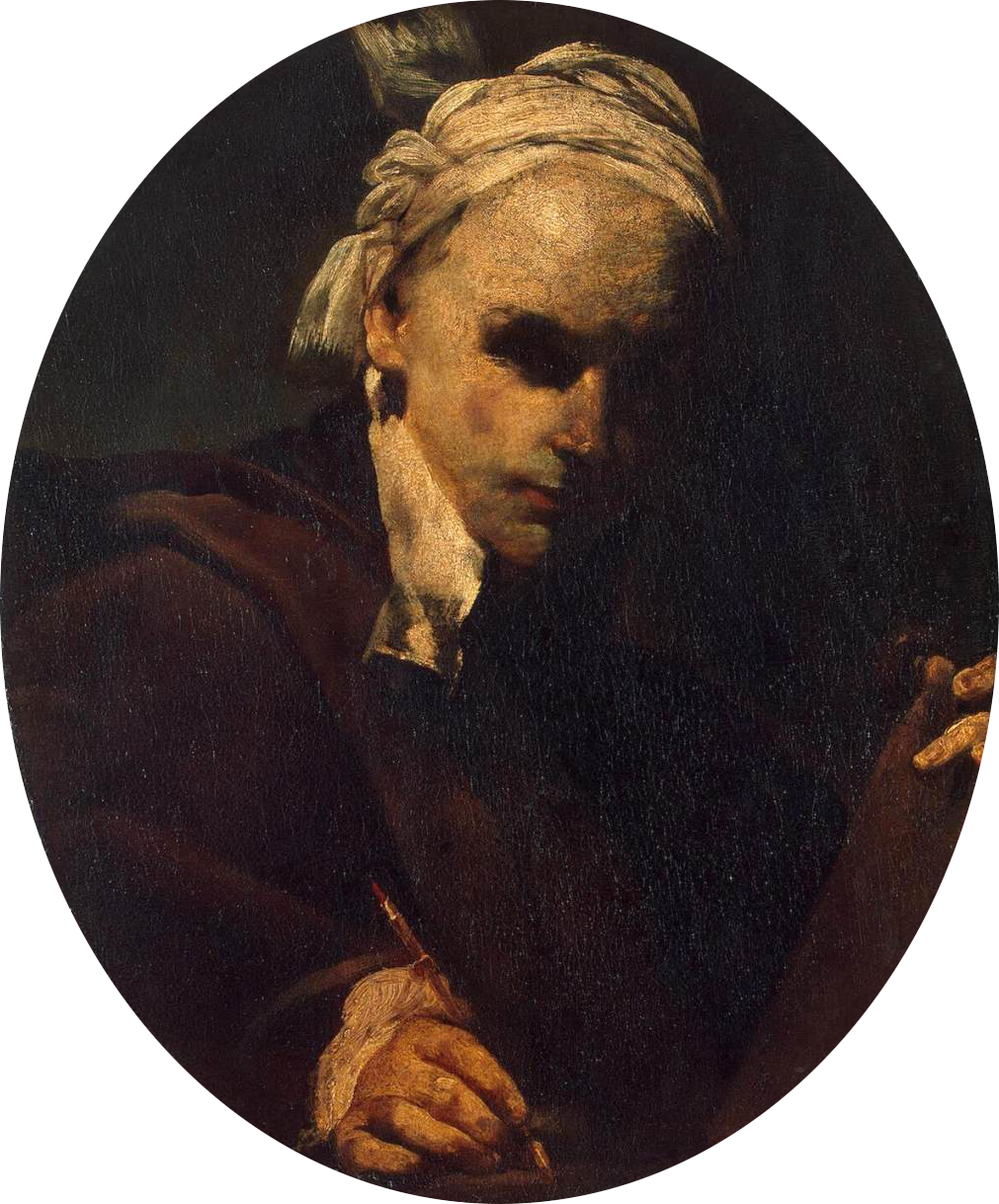
جوزيبي كريسبي رسامًا إيطاليًا باروكيًا متأخرًا من أشهر رسامي الحركة النوعية.

سيطرت البلدان المنخفضة على هذا النوع من الرسم حتى القرن الثامن عشر، وفي القرن السابع عشر أنتج كل من الرسم الفلمنكي الباروكي والرسم الهولندي في العصر الذهبي العديد من الرسامين المتخصصين. في القرن السابق، رسم فنان عصر النهضة الفلمنكية جان ساندرز فان هيمسن مشاهد تجددية شاملة، بما في ذلك المواضيع الأخلاقية أو المشاهد الدينية في النصف الأول من القرن السادس عشر. رسم الفنان بيتر أرتسن الأعمال التي تسيطر عليها مشاهد الطعام وشخصيات مثل الطهاة أو البائعين في السوق، مع مشاهد دينية صغيرة في الخلفية. رسم بيتر بروغل الأكبر مشاهد الفلاحين وأنشطتهم وازدهر هذا النوع من الرسم في شمال أوروبا من بعده.
كان أدريان بروير وآيزاك فان أوستاد وجان ستين وأدريان بروير وديفيد تينيرز وألبرت كويب ويوهانس فيرمير وبيتر دي هوش من بين العديد من الرسامين المتخصصين في الرسم النوعي في البلدان المنخفضة خلال القرن السابع عشر. عُرضت لوحات هؤلاء الفنانين في منازل العائلات من الطبقة المتوسطة.
أُسّست مدرسة للرسم النوعي في إيطاليا من قبل الرسام الهولندي بيتر فان لير عند وصوله إلى روما في عام 1625. وحصل على لقب بامبوتشيو الثاني وأُطلق على أتباعه اسم بامبوتشيانتي، وألهمت أعماله كل من جياكومو سيروتي وأنطونيو سيفروندي وجوزيبي ماريا كريسبي.
كان لويس لو ناين من الدعاة المهمين للرسم النوعي في فرنسا خلال القرن السابع عشر، ورسم لوحات تصوّر مجموعات من الفلاحين في منازلهم، جلب القرن الثامن عشر اهتمامًا كبيرًا بتصوير الحياة اليومية، سواء من خلال لوحات أنطوان واتو وجان هونوري فراغونارد أو لوحات الواقعية الدقيقة للرسام جان بابتيست سيميون شاردان. رسم جان بابتيست غروز (1725-1805) وآخرون لوحات أو صور فردية للفلاحين كان من المقرر أن يكون لها تأثير على فن القرن التاسع عشر.